# NBA-Draft 1971
Der NBA-Draft 1971 wurde am 29. März 1971 in New York City durchgeführt. Insgesamt gab es 19 Runden.
An erster Position wurde Austin Carr von den Cleveland Cavaliers gewählt. Von den insgesamt 237 ausgewählten Spielern absolvierten 54 mindestens ein NBA-Spiel. Spencer Haywood und Artis Gilmore sind die bisher einzigen Spieler aus diesem Draft, die in die Naismith Memorial Basketball Hall of Fame aufgenommen wurden.

## Draftpicks
- Mitglieder der Naismith Memorial Basketball Hall of Fame sind farblich hervorgehoben

| Runde | Pick | Spieler (Position)      | Nat.               | NBA Team               | vorheriges Team/College                |
| ----- | ---- | ----------------------- | ------------------ | ---------------------- | -------------------------------------- |
| 1     | 1    | Austin Carr (G)         | Vereinigte Staaten | Cleveland Cavaliers    | University of Notre Dame               |
| 1     | 2    | Sidney Wicks (F/C)      | Vereinigte Staaten | Portland Trail Blazers | University of California, Los Angeles  |
| 1     | 3    | Elmore Smith (C)        | Vereinigte Staaten | Buffalo Braves         | Kentucky State University              |
| 1     | 4    | Corky Calhoun (F)       | Vereinigte Staaten | Phoenix Suns           | University of Pennsylvania             |
| 1     | 5    | Ken Durrett (F)         | Vereinigte Staaten | Cincinnati Royals      | La Salle University                    |
| 1     | 6    | Fred Brown (G)          | Vereinigte Staaten | Seattle SuperSonics    | University of Iowa                     |
| 1     | 7    | Cliff Meely (F/C)       | Vereinigte Staaten | San Diego Rockets      | University of Colorado                 |
| 1     | 8    | Darnell Hillman (F/C)   | Vereinigte Staaten | San Francisco Warriors | San José State University              |
| 1     | 9    | Stan Love (F)           | Vereinigte Staaten | Baltimore Bullets      | University of Oregon                   |
| 1     | 10   | Clarence Glover (F)     | Vereinigte Staaten | Boston Celtics         | Western Kentucky University            |
| 1     | 11   | Curtis Rowe (F)         | Vereinigte Staaten | Detroit Pistons        | University of California, Los Angeles  |
| 1     | 12   | Dana Lewis (C)          | Vereinigte Staaten | Philadelphia 76ers     | University of Tulsa                    |
| 1     | 13   | Jim Cleamons (G)        | Vereinigte Staaten | Los Angeles Lakers     | Ohio State University                  |
| 1     | 14   | John Roche (G)          | Vereinigte Staaten | Phoenix Suns           | University of South Carolina           |
| 1     | 15   | Kennedy McIntosh (F)    | Vereinigte Staaten | Chicago Bulls          | Eastern Michigan University            |
| 1     | 16   | Dean Meminger (G)       | Vereinigte Staaten | New York Knicks        | Marquette University                   |
| 1     | 17   | Collis Jones (F)        | Vereinigte Staaten | Milwaukee Bucks        | University of Notre Dame               |
| 2     | 18   | Steve Patterson (C)     | Vereinigte Staaten | Cleveland Cavaliers    | University of California, Los Angeles  |
| 2     | 19   | Fred Hilton (G/F)       | Vereinigte Staaten | Buffalo Braves         | Grambling State University             |
| 2     | 20   | Willie Sojourner (F/C)  | Vereinigte Staaten | Chicago Bulls          | Weber State University                 |
| 2     | 21   | John Mengelt (G)        | Vereinigte Staaten | Cincinnati Royals      | Auburn University                      |
| 2     | 22   | Ted McClain (G)         | Vereinigte Staaten | Atlanta Hawks          | Tennessee State University             |
| 2     | 23   | Jim McDaniels (F/C)     | Vereinigte Staaten | Seattle SuperSonics    | Western Kentucky University            |
| 2     | 24   | Mike Newlin (G/F)       | Vereinigte Staaten | San Diego Rockets      | University of Utah                     |
| 2     | 25   | Charlie Yelverton (G/F) | Vereinigte Staaten | Portland Trail Blazers | Fordham University                     |
| 2     | 26   | Amos Thomas (F)         | Vereinigte Staaten | Buffalo Braves         | Southwestern Oklahoma State University |
| 2     | 27   | Rick Fisher (F)         | Vereinigte Staaten | Portland Trail Blazers | Colorado State University              |
| 2     | 28   | Jim Rose (G)            | Vereinigte Staaten | Boston Celtics         | Western Kentucky University            |
| 2     | 29   | Isaiah Wilson (G)       | Vereinigte Staaten | Detroit Pistons        | University of Baltimore                |
| 2     | 30   | Spencer Haywood (F/C)   | Vereinigte Staaten | Buffalo Braves         | University of Detroit Mercy            |
| 2     | 31   | Joe Bergman (F)         | Vereinigte Staaten | Cincinnati Royals      | Creighton University                   |
| 2     | 32   | Howard Porter (F/C)     | Vereinigte Staaten | Chicago Bulls          | Villanova University                   |
| 2     | 33   | Marvin Stewart (G)      | Vereinigte Staaten | Philadelphia 76ers     | University of Nebraska-Lincoln         |
| 2     | 34   | Gregg Northington (C)   | Vereinigte Staaten | New York Knicks        | Alabama State University               |
| 2     | 35   | Willie Long (F/C)       | Vereinigte Staaten | Cleveland Cavaliers    | University of New Mexico               |
| 3     | 37   | Larry Steele (G/F)      | Vereinigte Staaten | Portland Trail Blazers | University of Kentucky                 |
| 3     | 39   | Jeff Halliburton (G)    | Vereinigte Staaten | Atlanta Hawks          | Drake University                       |
| 3     | 40   | Clifford Ray (C)        | Vereinigte Staaten | Chicago Bulls          | University of Oklahoma                 |
| 3     | 41   | Jackie Ridgle (G)       | Vereinigte Staaten | Cleveland Cavaliers    | University of California, Berkeley     |
| 3     | 42   | William Smith (C)       | Vereinigte Staaten | Portland Trail Blazers | Syracuse University                    |
| 3     | 43   | Rich Rinaldi (G)        | Vereinigte Staaten | Baltimore Bullets      | Saint Peter’s University               |
| 3     | 44   | Dave Robisch (F/C)      | Vereinigte Staaten | Boston Celtics         | University of Kansas                   |
| 3     | 45   | Marv Roberts (F/C)      | Vereinigte Staaten | Detroit Pistons        | Utah State University                  |
| 3     | 46   | Dave Wohl (G)           | Vereinigte Staaten | Philadelphia 76ers     | University of Pennsylvania             |
| 3     | 47   | Mike Gale (G)           | Vereinigte Staaten | Chicago Bulls          | Elizabeth City State University        |
| 3     | 48   | Dennis Layton (G)       | Vereinigte Staaten | Phoenix Suns           | University of Southern California      |
| 3     | 49   | Dick Gibbs (G/F)        | Vereinigte Staaten | Chicago Bulls          | University of Texas at El Paso         |
| 3     | 50   | Ken Mayfield (G)        | Vereinigte Staaten | New York Knicks        | Tuskegee University                    |
| 4     | 55   | Sid Catlett (F)         | Vereinigte Staaten | Cincinnati Royals      | University of Notre Dame               |
| 4     | 58   | Tom Owens (F/C)         | Vereinigte Staaten | San Diego Rockets      | University of South Carolina           |
| 4     | 61   | Randy Denton (C)        | Vereinigte Staaten | Boston Celtics         | Duke University                        |
| 4     | 64   | Roger Brown (C)         | Vereinigte Staaten | Los Angeles Lakers     | University of Kansas                   |
| 5     | 76   | Odis Allison (F)        | Vereinigte Staaten | San Francisco Warriors | University of Nevada, Las Vegas        |
| 5     | 85   | Barry Nelson (C)        | Vereinigte Staaten | Milwaukee Bucks        | Duquesne University                    |
| 6     | 89   | Gil McGregor (F)        | Vereinigte Staaten | Cincinnati Royals      | Wake Forest University                 |
| 6     | 93   | Charles Johnson (G)     | Vereinigte Staaten | San Francisco Warriors | University of California, Berkeley     |
| 6     | 97   | Jake Jones (G)          | Vereinigte Staaten | Philadelphia 76ers     | Assumption College                     |
| 7     | 104  | Randy Smith (G/F)       | Vereinigte Staaten | Buffalo Braves         | Buffalo State College                  |
| 7     | 117  | Artis Gilmore (C)       | Vereinigte Staaten | Chicago Bulls          | Jacksonville University                |
| 8     | 120  | Charlie Davis (G)       | Vereinigte Staaten | Cleveland Cavaliers    | Wake Forest University                 |
| 8     | 125  | Charlie Lowery (G)      | Vereinigte Staaten | Seattle SuperSonics    | University of Puget Sound              |
| 8     | 131  | Barry Yates (F)         | Vereinigte Staaten | Philadelphia 76ers     | University of Maryland, College Park   |
| 9     | 139  | Goo Kennedy (F/C)       | Vereinigte Staaten | Portland Trail Blazers | Texas Christian University             |
| 9     | 150  | Jackie Dinkins (F)      | Vereinigte Staaten | Chicago Bulls          | Voorhees College                       |